# Opération Héphaïstos
L'opération Héphaïstos est une opération militaire française qui se déroule chaque été dans le Sud de la France depuis 1984 dans le cadre de la lutte contre les feux de forêt.

## Moyens engagés
Chaque année depuis 1984, l'opération Héphaïstos mobilise des militaires des trois armées dans le sud de la France, généralement de fin juin à fin septembre. En fonction de l'intensité des feux de forêts, des moyens plus ou moins importants peuvent être engagés.
Cette opération mobilise notamment les sapeurs sauveteurs des unités d'instruction et d'intervention de la sécurité civile (UIISC) et les hélicoptères de l'aviation légère de l'Armée de terre. Les militaires de la brigade des pompiers de l'air, de la brigade de sapeurs-pompiers de Paris, du bataillon de marins-pompiers de Marseille ou des unités du génie peuvent aussi intervenir.
En 2012, elle a mobilisé 200 militaires qui sont venus en renfort des pompiers et des unités de sécurité civile.
Depuis l'été 2023, l'opération est élargie à l'ensemble du territoire métropolitain. En 2024, 160 militaires, équipés de 50 véhicules et 3 hélicoptères sont dédiés à cette mission.